# Medphyll
Medphyll è un personaggio immaginario che compare nei fumetti della serie Green Lantern della DC Comics. È un membro della forza di polizia intergalattica nota come il Corpo delle Lanterne Verdi. È un membro rispettato ed è una delle Lanterne Verdi più esperte. Medphyll è noto come membro del Corpo per essere comparso brevemente in altre serie a fumetti, come Swamp Thing e Starman.

## Biografia del personaggio
Medphyll è la Lanterna Verde del pianeta J586, un pianeta dove le piante sono la forma di vita dominante. Somiglia molto ad un albero, in quanto la sua pelle è scura e sembra una corteccia, i suoi piedi sembrano delle radici e ha una folta coltre di germogli al posto dei capelli. È la Lanterna Verde del settore 586 ed è considerato una delle Lanterne Verdi più abili del Corpo ed è un fedele amico di Hal Jordan. Anche quando Hal fu posseduto da Parallax e uccise molti dei suoi colleghi, Medphyll lo considerava ancora uno dei più grandi protettori dell'universo.

### Swamp Thing
Medphyll comparve in Swamp Thing n. 61 quando la forza vitale illimitata di Swamp Thing, in cerca di una pianta da abitare in tutta sicurezza, accidentalmente possedette l'intera popolazione di J586 e si fuse con loro in un orrendo mostro. Medphyll utilizzò coraggiosamente una serie di luci ipnotiche per immobilizzare Swamp Thing senza ferire nessuno dei cittadini. Dopo di ciò, Medphyll permise a Swamp Thing di abitare il corpo recentemente deceduto del suo predecessore e mentore, Jothra, e lo mise sulla giusta via verso la Terra.

### Darkstar
Dopo che Parallax distrusse il Corpo delle Lanterne Verdi, molte ex-Lanterne, inclusi Medphyll e John Stewart, cominciarono a fare parte di un'altra forza di pacificatori dell'universo noti come Darkstars. Nonostante i vari rapporti sulla sua morte da parte di Guy Gardner durante e poco dopo la Crisi infinita, Medphyll rimase vivo e combatté al fianco dei suoi nuovi colleghi. Quando i Controllori tolsero i poteri ai Darkstars e lasciarono le loro tute depotenziate, Medphyll, come molti altri Darkstars, cadde nell'oscurità.

### Starman
Nella storia "Stars My Destination" della serie Starman, Medphyll era membro di un gruppo di ribelli che aiutarono Jack Knight a rimettere il Principe Gavyn sul trono dell'impero della Corona Imperiale. Alla fine della storia, si scoprì che Medphyll tradì il suo passato di Lanterna Verde, quando tradì Jack e i ribelli, e quasi uccidendo Jack nel farlo. Jack riuscì a convocare a sé la sua asta cosmica appena in tempo per salvarsi e fu lui ad "uccidere" Medphyll.

### Il ritorno di Medphyll
Green Lantern: Sinestro Corps Secret Files and Origins fornì una biografia breve e concisa di Medphyll, in cui venne inclusa la sua abilità di trasferire la sua coscienza nelle altre piante e che era il responsabile del settore 586. Non furono menzionati i suoi incontri con Starman e Swamp Thing e la sua appartenenza al Corpo dei Darkstars.

## Giuramento
Tutte le Lanterne Verdi posseggono un loro giuramento personale. Quello di Medphyll è il seguente:
"In forest dark or glade beferned,

No blade of grass shall go unturned.

Let those that have the daylight spurned,

Tread not where this green lamp has burned".
"Nell'oscura foresta o nella radura selvaggia,

Nessun filo d'erba verrà ignorato.

Coloro che hanno rinunciato alla luce diurna,

Non minaccino dove questa lampada verde ha bruciato".

## In altri media

### Televisione
- Medphyll comparve nell'episodio "The Green Loontern" della serie animata Duck Dodgers. Comparve al fianco delle altre Lanterne Verdi presenti nell'episodio.
- Medphyll comparve nella puntata "Day of The Dark Knight" della serie animata Batman: The Brave and The Bold.